# Merinos de Transilvania

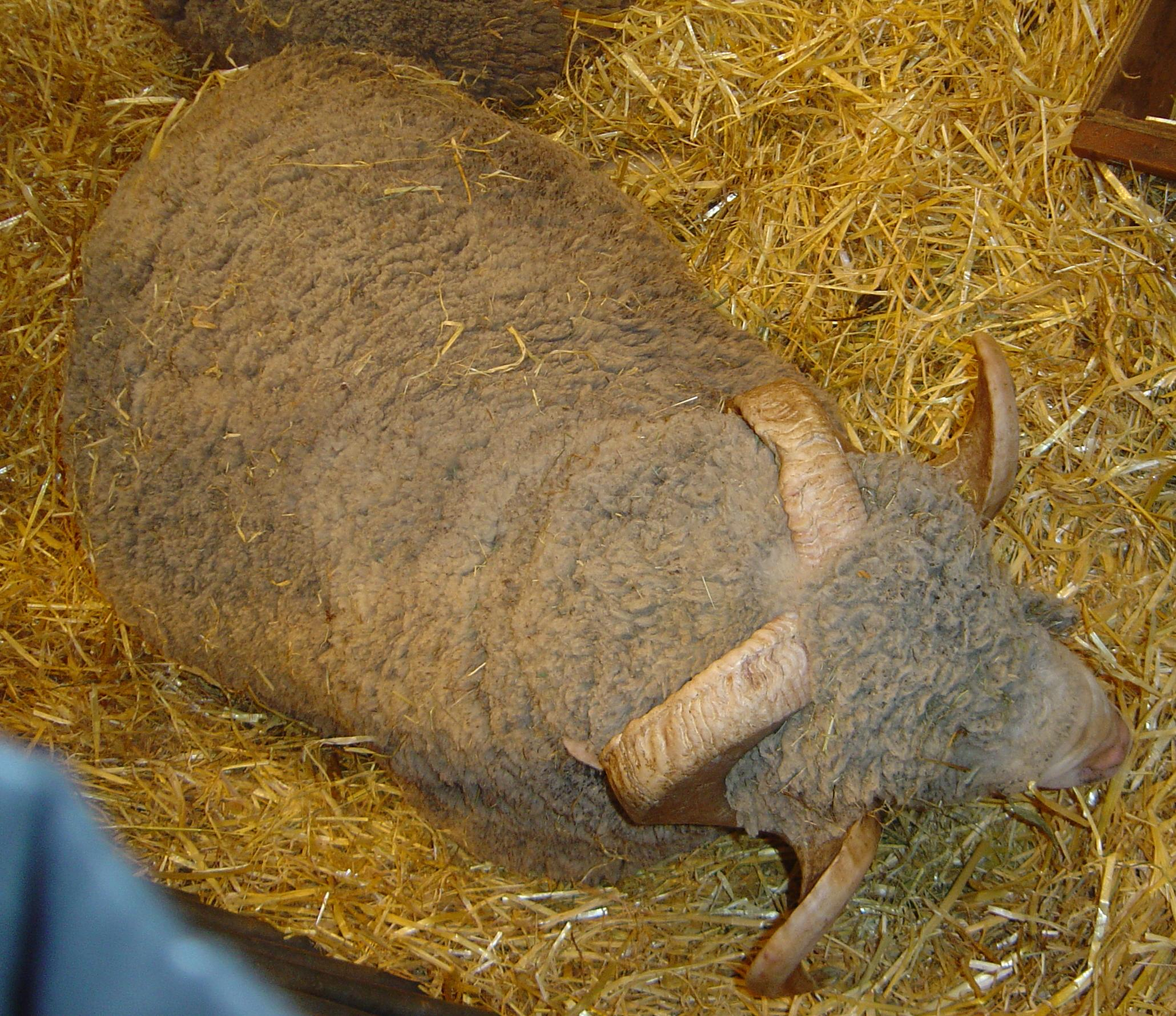
Imagine de la Salonul de Agricultură din Paris, 2004

Merinos de Transilvania este o rasă de ovine, formată în regiunile Crișana și Maramureș, prin încrucișarea berbecilor Merinos (import Franța) cu oi autohtone.

## Formare
Formarea acestei rase a început la sfârșitul secolului al XIX-lea prin încrucișări de absorbție dintre berbeci din rasele Merinos Negretti și Merinos Rambouillet cu oi Țigaie și Țurcană. Heterogenitatea accentuată a indivizilor rezultați a determinat utilizarea ulterioară a berbecilor de rasă Merinos precoce german, Merinos de Stravopol și Merinos de Palas în vederea masivizării și lungirii fibrelor de lână. S-au utilizat sporadic și în număr mic berbeci din rasele Merinos Caucazian și Merinos unguresc de pieptene. După 1970 s-au utilizat, cu succes remarcabil, berbeci din rasa Merinos australian. S-au format două tipuri: de câmpie, mai masiv și precoce, mai numeros și cel de colină localizat, în deosebi, în județul Sălaj.
Zonele de creștere sunt doar în România, cu precădere în vest, în județele: Bihor, Satu Mare, Maramureș, Arad, Sălaj și Timiș. După anul 1970 a fost crescută și în județele: Iași, Vaslui, Brăila. În sudul țării a contribuit la formarea populațiilor de oi Spancă. Se estimează că din 1,5 milioane ovine din această rasă, azi se mai cresc 225000-300000 de capete. Adaptabilitatea este restrânsă teritorial, îndeosebi în zonele unde s-a format, cu ierni blânde și veri secetoase. Este o rasă puțin rezistentă la frig, drumuri și, îndeosebi, ploi reci și condens, motive pentru care pășunatul trebuie să se realizeze în apropierea adăposturilor.

## Caractere de exterior
Talia este mijlocie, format corporal pătrat, tip morfologic mezomorf, tip fiziologic respirator. Este o rasă cu specializare unilaterală - lână fină dar și cu unele aptitudini pentru carne, în efectivele în care, în ultimii ani s-a acționat cu berbeci Merinos australian.
Parametri morfometrici: (berbeci/oi mame)
- Talia (cm): 68/64
- Greutatea (kg): 60-80/35-40
- Lungimea oblică a trunchiului (cm): 68/64
- Lărgimea pieptului (cm): 18-17
- Perimetrul toracic (cm): 90/79
- Perimetrul fluierului (cm): 9/7

Jarul și lâna sunt albe; în efectivele mai puțin ameliorate apar uneori pete mici ruginii sau brune pe jar și miei de culoare neagră (< 1%) care este recesivă. Capul relativ mic, scurt și drept la oi; este ușor berbecat la berbeci care au, frecvent, coarne mari și răsucite. Oile fie că nu au coarne, fie că în puține cazuri, au coarne mici. Urechile sunt mijlocii, purtate lateral și ușor oblic. Trunchiul este de dimensiuni mijlocii, trenul posterior are dezvoltare modestă; membrele relativ scurte, cu aplomburi corecte și osatură rezistentă. Majoritatea exemplarelor au salbă, 1-2 cravate și șorț, mai ales la berbeci. Unele animale, relativ puține au cute mari pe piele pe tot corpul.

## Caractere productive
Lâna prezintă variabilitate inter și intraindividuală. Cojocul (3,5-7 kg la oi și 7-12 kg la berbeci) este compus din șuvițe clare cu forma de paralelipiped, cub, tetraedru etc. Lungimea șuvițelor este de 7-8 cm; au 5-8 ondulații/cm. Usucul este foarte abundent, frecvent de calitate mediocră. Randamentul la spălare este mic, 34-38% la efectivele cu lână scurtă (5-6 cm) și de 40-55% la ovinele la care s-a făcut infuzie cu Merinos australian.
Carnea este slabă; proporția carne-grăsime este, în carcasă, de 4:1 (la Țigaie 3:1, la Țurcană 2:1). Randamentul la sacrificare este la adulte de 40-45%; la tineretul îngrășat de 50%. Mieii au la naștere 3-4kg; mieii înțărcați la 80-90 de zile, și dacă au fost crescuți în condiții tehnologice foarte bune, au greutatea de 25-30 kg (spor mediu zilnic de 250-270 g). La îngrășarea semiintensivă: 170-220 g spor mediu zilnic, consum specific 5,5-6,5 UN. Laptele marfă produs de oile Merinos transilvănean este puțin, 15-25 kg, obținut în 4-8 săptămâni. Producția totală medie este de 70-90 kg/lactație.

## Caractere de reproducție
Oile au un sezon lung de reproducție, care poate fi desezonată relativ ușor. Cele mai bune rezultate se obțin în cazul montelor de la sfârșitul verii și începutul toamnei când 92-98% din oi intră în călduri. Prolificitatea este de 115-120% și poate atinge 125-130% în efectivele ameliorate.
Acțiunea de ameliorare a lânii se face pentru alungirea la 9-10 cm a șuviței și densitatea de 7000 foliculi/cm2, concomitent cu îmbunătățirea calității acesteia. Se urmărește creșterea sporului mediu zilnic la 300 g și scăderea consumului specific. Hibridările propuse pentru realizarea acestor două obiective sunt cu berbeci din rasele: Merinos australian, Stavropol, Ile de France, Merinofleisch și Merinolandschaf.